# 国都证券
国都证券股份有限公司（新三板：870488，简称：国都证券），是一家现在注册于中华人民共和国北京市的证券公司，成立于2001年12月28日。该公司前身为注册于深圳的国都证券有限责任公司，由中诚信托和北京国际信托的证券交易业务合并而来。
该公司股权控制分散，共47名股东（持股超5%的股东有中诚信托、北京国际信托、同方金融控股（深圳）、重庆国际信托、东方创业投资管理、山东海洋集团等），导致该公司存在董事会内斗问题。受此影响，2021年7月24日，中国证券监督管理委员会发布《2021年证券公司分类结果》，其中国都证券被评为CC级，与2020年的BBB级相比有巨幅下降。

## 外部連結
- 官方网站